# Sdej Chemed
Sdej Chemed (hebrejsky שְׂדֵי חֶמֶד, doslova „Skvělá pole“,v oficiálním přepisu do angličtiny Sede Hemed, přepisováno též Sdei Hemed) je vesnice typu mošav v Izraeli, v Centrálním distriktu, v Oblastní radě Drom ha-Šaron.

## Geografie
Leží v nadmořské výšce 40 metrů v hustě osídlené a zemědělsky intenzivně využívané pobřežní nížině, respektive Šaronské planině.
Obec se nachází 13 kilometrů od břehu Středozemního moře, cca 18 kilometrů severovýchodně od centra Tel Avivu a cca 73 kilometrů jižně od centra Haify. Leží v silně urbanizované krajině, na východním okraji aglomerace Tel Avivu, jejímž východním výběžkem jsou zde města Hod ha-Šaron a Kfar Saba. Sdej Chemed obývají Židé, přičemž osídlení v tomto regionu je etnicky převážně židovské. Výjimkou je město Džaldžulja cca 1 kilometr na jihovýchod, které je součástí takzvaného Trojúhelníku obývaného izraelskými Araby. 3 kilometry k severovýchodu pak za Zelená linie (Izrael)Zelenou linií leží palestinské arabské město Kalkílija.
Sdej Chemed je na dopravní síť napojen pomocí lokální silnice číslo 444. Východně od mošavu probíhá dálnice číslo 6.

## Dějiny
Sdej Chemed byl založen v roce 1952. Jejími zakladateli byli starousedlí Izraelci z různých částí země, kteří se zapojili do hnutí me-ha-Ir le-kfar (מהעיר לכפר) - „Z města na vesnici“. Sdej Chemed byl prvním mošavem zřízeným v rámci tohoto hnutí. Základní infrastrukturu včetně skromných domů financovala Židovská agentura. V obci bylo zřízeno 60 rodinných hospodářství po 20 dunamech (2 hektarech) půdy. V roce 1954 postihly vesnici záplavy. Většina osadníků neměla předchozí zkušenosti se zemědělským hospodařením. Mošav se orientoval na pěstování batátů. Počátkem 70. let 20. století se vesnice ekonomicky osamostatnila a Židovská agentura ukončila její podporování.
Jméno vesnice je inspirováno citátem z biblické Knihy Izajáš 32,12 - „Bijí se v prsa, naříkají pro skvělá pole, pro úrodný vinný kmen“
Správní území obce dosahuje cca 2000 dunamů (2 kilometry čtvereční). Místní ekonomika je založena na zemědělství (pěstování citrusů, zeleniny, avokáda, květin a chov drůbeže).

## Demografie
Podle údajů z roku 2014 tvořili naprostou většinu obyvatel v Sdej Chemed Židé (včetně statistické kategorie "ostatní", která zahrnuje nearabské obyvatele židovského původu ale bez formální příslušnosti k židovskému náboženství).
Jde o menší sídlo vesnického typu s dlouhodobě rostoucí populací. K 31. prosinci 2014 zde žilo 1001 lidí. Během roku 2014 populace klesla o 2,1 %.
| Rok            | 1961 | 1972 | 1983 | 1995 | 2001 | 2003 | 2004 | 2005 | 2006 | 2007 | 2008 | 2009 | 2010 | 2011 | 2012 | 2013 | 2014 |
| -------------- | ---- | ---- | ---- | ---- | ---- | ---- | ---- | ---- | ---- | ---- | ---- | ---- | ---- | ---- | ---- | ---- | ---- |
| Počet obyvatel | 315  | 269  | 282  | 383  | 537  | 602  | 641  | 706  | 773  | 817  | 873  | 926  | 950  | 976  | 1005 | 1022 | 1001 |